# Kujō Masatada
Kujō Masatada (九条 政忠) (1439 - 28 septembre 1488), fils du régent Kujō Mitsuie, est un noble de cour japonais (kugyō) de l'époque de Muromachi (1336–1573). Il exerce la fonction de régent kampaku de 1487 à 1488.

## Source de la traduction
- (en) Cet article est partiellement ou en totalité issu de l’article de Wikipédia en anglais intitulé « Kujō Masatada » (voir la liste des auteurs).